# Johann Philipp Palm
Pour les articles homonymes, voir Palm.
Johann Philipp Palm (né le 18 novembre 1766 à Schorndorf dans le Wurtemberg, mort le 26 août 1806 à Braunau am Inn en Autriche, exécuté) était libraire à Nuremberg. Il a publié dans sa maison d’édition le pamphlet antifrançais L’Allemagne et son humiliation profonde, pour lequel il fut condamné à mort. Adolf Hitler le mentionne dans son livre Mein Kampf comme un nationaliste endurci.

## Biographie
Il a grandi à Schorndorf chez son père, Johann Leonhard Palm, qui était chirurgien et percepteur. Plus tard, il apprit le métier de libraire chez son oncle, Johann Jacob Palm à Erlangen. Une fois fini son apprentissage, il fut engagé en tant que commis par la librairie Stein à Nuremberg, où il se maria avec la fille de la famille (Anna Catharina Barbara, née Stein) dans l’église Saint-Sébald. C’est ainsi qu’il devint propriétaire de la librairie Stein (fondée en 1600). Johann Philipp Palm eut 3 enfants avec Anna Catharina Barbara, née Stein :
Anna Maria (née en décembre 1795), Johann Wolfgang Philipp (né le 29 octobre 1798) et Anna Sophie (née en 1800).
En mars 1806, les troupes françaises occupèrent Nuremberg. Trois mois plus tard, en juillet, le livre L’Allemagne et son humiliation profonde fut publié par la librairie Stein. Cette œuvre de 144 pages était un appel à la résistance contre les Français et leurs alliés bavarois. Quand des officiers français trouvèrent ce document à Augsbourg, ils dénoncèrent le libraire. Le 28 juillet et le 4 août, la police fit des perquisitions dans la maison de Palm. Mais, à ce moment-là, Palm était parti en voyage d’affaires et s’était rendu chez son oncle à Erlangen. Comme cette ville était encore prussienne, il y était en sécurité. Malgré des avertissements, il retourna à Nuremberg. Le 14 août, lui et son avocat Dr. Rudolf Christoph Karl Sigmund Freiherr von Holzschuher furent conduits à Ansbach, auprès du commandant en chef français Jean-Baptiste Jules Bernadotte. Le 22 août, ce général envoya Palm à la forteresse de Braunau am Inn.
On lui notifia que son arrestation avait été décrétée par Napoléon le 5 août. Bien qu’il eût affirmé son innocence, il fut condamné à mort le 25 août. Le lendemain, lors de l’exécution, les deux premiers coups de feu le blessèrent sans le tuer. Il ne fut tué que par le troisième coup de feu. Aujourd’hui, on ne sait toujours pas si le roi Maximilien Ier de Bavière avait tenté de gracier Palm, comme on l'a souvent supposé. Un coaccusé de Palm avait déjà été gracié par le roi. Palm cacha le nom des vrais auteurs du pamphlet jusqu’à sa mort, mais des documents mentionnent à la fois le comte Friedrich Julius Heinrich von Soden et Julius Konrad von Yelin (le propriétaire d’une librairie à Passau).
En 1866, un monument en mémoire de Johann Philipp Palm fut construit à Braunau. À Schorndorf se trouve la Fondation Palm, une association à but non lucratif. Tous les deux ans, elle décerne le Prix Johann Philipp Palm Pour La Liberté de la Presse et d’Opinion. Les deux derniers[Quand ?] lauréats étaient le journaliste Sergej Duvanov de Kazakhstan et le journal féminin afghan Malalai. La Fondation Palm a été fondée par Dr. Maria Palm et Johann Philipp Palm (1918-2004).
La maison d’édition « Palm & Enke » à Erlangen est une lointaine descendante de la librairie. Elle s'appelle ainsi grâce à l’oncle (mentionné ci-dessus) Johann Jacob Palm (1750-1826). Son fils, Johann Ernst August Palm, hérita de la maison d’édition. De nos jours, elle n’appartient plus à la famille.
Il n’y a plus de descendants de Johann Philipp Palm. La photographe Laura Maria Palm était la dernière descendante du libraire (son arrière-petite-fille, morte en 1953).

## Événement
Palm a été le personnage central de la 15e séance des Journées de l’Histoire Contemporaine de Braunau, qui a eu lieu à la fin du mois de septembre 2006. Le nom du congrès était « Héros Involontaire ».